# Świadectwo fitosanitarne
Świadectwo fitosanitarne, paszport fitosanitarny − dokument pozwalający na eksport towarów roślinnych poza Unię Europejską oraz ich import do Unii.
Świadectwo fitosanitarne wystawiane jest przez służbę ochrony roślin państwa, z którego rośliny, produkty roślinne oraz przedmioty są wywożone.
Od roku 2022 Komisja Europejska pozwala na wystawianie, do krajów akceptujących taką formę certyfikatu, elektronicznego świadectwa fitosanitarnego.